# مدرسهایم
مدرسهایم (به آلمانی: Meddersheim) یک شهر در آلمان است که در باد کرویتسناخ واقع شده‌است. مدرسهایم ۱٬۳۸۱ نفر جمعیت دارد.